# سيا ماتسوكي
سيا ماتسوكي (باليابانية: 松木 政也) (12 يونيو 1994 في نارا في اليابان – )؛ هو لاعب كرة قدم كان يلعب كمهاجم.

## وصلات خارجية
- سيا ماتسوكي على موقع رابطة كرة القدم اليابانية للمحترفين (اليابانية)
- سيا ماتسوكي على موقع Soccerway.com (الإنجليزية)
- سيا ماتسوكي على موقع عالم كرة القدم.نت (الإنجليزية)